# Comedy Central Węgry
Comedy Central Węgry – węgierski komediowy kanał telewizyjny. Stacja ta nadaje 24 godziny na dobę. Rozpoczęcie emisji miało miejsce 1 października 2008 roku. Jego polskim odpowiednikiem jest Comedy Central Polska. Właścicielem kanału jest Paramount Global. W paśmie prime time w grupie docelowej 18-49 osiągnął udziały na poziomie ok. 0,4%, choć jego start był wyboisty.

## Seriale
- American Dad!
- Bogaci bankruci
- Simpsonowie
- Dharma i Greg
- Statyści
- Family Guy
- Hotel Zacisze
- Futurama
- U nas w Filadelfii
- Zwariowany świat Malcolma
- Jaś Fasola
- Moja rodzinka
- Na imię mi Earl
- Posterunek w Reno
- South Park
- Biuro
- Sarah Silverman